# Assieu
Assieu és un municipi francès situat al departament de la Isèra i a la regió d'Alvèrnia-Roine-Alps. L'any 2007 tenia 1.257 habitants.

## Demografia

### Població
El 2007 la població de fet d'Assieu era de 1.257 persones. Hi havia 443 famílies de les quals 72 eren unipersonals (27 homes vivint sols i 45 dones vivint soles), 121 parelles sense fills, 219 parelles amb fills i 31 famílies monoparentals amb fills.
La població ha evolucionat segons el següent gràfic:
Habitants censats

### Habitatges
El 2007 hi havia 483 habitatges, 451 eren l'habitatge principal de la família, 16 eren segones residències i 16 estaven desocupats. 471 eren cases i 11 eren apartaments. Dels 451 habitatges principals, 396 estaven ocupats pels seus propietaris, 48 estaven llogats i ocupats pels llogaters i 7 estaven cedits a títol gratuït; 2 tenien una cambra, 7 en tenien dues, 26 en tenien tres, 143 en tenien quatre i 273 en tenien cinc o més. 372 habitatges disposaven pel capbaix d'una plaça de pàrquing. A 143 habitatges hi havia un automòbil i a 280 n'hi havia dos o més.

### Piràmide de població
La piràmide de població per edats i sexe el 2009 era:
| Homes | Edats   | Dones |
| ----- | ------- | ----- |
| 0     | 95 o +  | 0     |
| 0     | 90 a 94 | 0     |
| 0     | 85 a 89 | 12    |
| 4     | 80 a 84 | 8     |
| 20    | 75 a 79 | 24    |
| 12    | 70 a 74 | 8     |
| 8     | 65 a 69 | 20    |
| 24    | 60 a 64 | 24    |
| 44    | 55 a 59 | 24    |
| 20    | 50 a 54 | 36    |
| 20    | 45 a 49 | 8     |
| 52    | 40 a 44 | 36    |
| 60    | 35 a 39 | 40    |
| 32    | 30 a 34 | 44    |
| 16    | 25 a 29 | 8     |
| 16    | 20 a 24 | 8     |
| 32    | 15 a 19 | 16    |
| 32    | 10 a 14 | 56    |
| 40    | 5 a 9   | 28    |
| 28    | 0 a 4   | 28    |

## Economia
El 2007 la població en edat de treballar era de 790 persones, 608 eren actives i 182 eren inactives. De les 608 persones actives 566 estaven ocupades (311 homes i 255 dones) i 42 estaven aturades (17 homes i 25 dones). De les 182 persones inactives 62 estaven jubilades, 54 estaven estudiant i 66 estaven classificades com a «altres inactius».

### Ingressos
El 2009 a Assieu hi havia 468 unitats fiscals que integraven 1.340 persones, la mediana anual d'ingressos fiscals per persona era de 19.611 €.

### Activitats econòmiques
Dels 48 establiments que hi havia el 2007, 1 era d'una empresa alimentària, 1 d'una empresa de fabricació d'elements pel transport, 4 d'empreses de fabricació d'altres productes industrials, 11 d'empreses de construcció, 7 d'empreses de comerç i reparació d'automòbils, 1 d'una empresa de transport, 1 d'una empresa d'hostatgeria i restauració, 4 d'empreses immobiliàries, 9 d'empreses de serveis, 5 d'entitats de l'administració pública i 4 d'empreses classificades com a «altres activitats de serveis».
Dels 13 establiments de servei als particulars que hi havia el 2009, 2 eren paletes, 3 guixaires pintors, 1 fusteria, 2 lampisteries, 1 electricista, 3 perruqueries i 1 restaurant.
Dels 3 establiments comercials que hi havia el 2009, 1 era una gran superfície de material de bricolatge, 1 una fleca i 1 una carnisseria.
L'any 2000 a Assieu hi havia 19 explotacions agrícoles que ocupaven un total de 250 hectàrees.

## Equipaments sanitaris i escolars
El 2009 hi havia una escola elemental.

## Poblacions més properes
El següent diagrama mostra les poblacions més properes.